# ملادن ميتروفيتش
ملادن ميتروفيتش هو لاعب كرة قدم صربي في مركز الدفاع، ولد في 19 مارس 1995 في نيش في صربيا. لعب مع OFK Sinđelić Niš ‏.

## وصلات خارجية
- ملادن ميتروفيتش على موقع قاعدة بيانات كرة القدم.إي يو (الإنجليزية)
- ملادن ميتروفيتش على موقع Soccerway.com (الإنجليزية)